# Sackville
Sackville é uma cidade no sudeste de Nova Brunswick, no Canadá. É o lar da Universidade Mount Allison, uma universidade de graduação em artes liberais.